# Premier district congressionnel d'Arizona
Le 1er district congressionnel de l'Arizona est un district situé dans l'État américain de l'Arizona et couvrant le nord-est du comté de Maricopa. Avant 2023, géographiquement, c'était le onzième plus grand district congressionnel du pays et comprenait une grande partie de l'État en dehors des zones métropolitaines de Phoenix et de Tucson. De 2013 à 2022, il comprenait également la Nation navajo, la réserve Hopi et la communauté indienne de Gila River, avec 25 % de la population étant amérindienne. À cette époque, le district comptait plus d'Amérindiens que tout autre district congressionnel aux États-Unis. Aux élections de 2022, le Républicain David Schweikert a été élu dans la circonscription redéfinie. C’était l’une des 18 circonscriptions qui auraient voté pour Joe Biden lors de l’élection présidentielle de 2020 si elles avaient existé dans leur configuration actuelle tout en ayant été remportées ou détenues par un Républicain en 2022.
Le nouveau 1er district (à partir de 2023) comprend le nord-est de Phoenix, Scottsdale, Paradise Valley, Cave Creek, Carefree et Fountain Hills. Il est majoritairement blanc et constitue le district congressionnel le plus riche de l'Arizona.

## Histoire
Lorsque l'Arizona a été divisé pour la première fois en districts congressionnel à la suite du recensement de 1950, le 1er district comprenait tout le comté de Maricopa, qui abrite Phoenix, tandis que le reste de l'État se trouvait dans le 2e district. Au cours d'un redécoupage au milieu de la décennie résultant de Wesberry v. Sanders en 1967, le 1er a été réduit à l'est de Phoenix et à la majeure partie de ce qui est devenu East Valley.
Au fil des ans, il a été progressivement réduit en raison de la croissance explosive de la région dans la seconde moitié du 20e siècle. Cependant, il est resté basé dans la vallée de l'Est jusqu'à ce que l'Arizona obtienne deux sièges lors du recensement américain de 2000. L'ancien 1er est essentiellement devenu le 6e district, tandis qu'un nouveau 1er district a été créé pour desservir la majeure partie de l'État en dehors de Phoenix et de Tucson.
Après le redécoupage de 2012, la réserve Hopi a été attirée dans le 1er district; elle était auparavant incluse dans le 2e district. Certaines banlieues nord de Tucson qui se trouvaient dans le 8e, ainsi qu'une petite section de Phoenix elle-même près de la communauté indienne de Gila River, étaient également incluses. Pendant ce temps, Prescott fortement Républicain , la plus grande ville de l'ancien 1er, et une grande partie du comté de Yavapai environnant ont été attirés dans le nouveau 4e district fortement Républicain. Le district est désormais considéré comme nettement plus compétitif pour les Démocrates.
Lors du redécoupage de 2022, ce district est devenu essentiellement le 2e district, tandis que le 1er a été redessiné pour couvrir la majeure partie du territoire du 6e district. Il couvre désormais le nord-est du comté de Maricopa, à l'est de la I-17 et au nord de l'Az-202 le long de la Salt River. Il comprend les banlieues nord-est de Phoenix, Scottsdale, Paradise Valley, Cave Creek, Carefree, Fountain Hills, Rio Verde et la Fort McDowell Yavapai Nation,. Ce district, à son tour, fut le 4e district de 1973 à 2003, puis le 3e district de 2003 à 2013.

## Géographie

### Zones couvertes de 2012 à 2021
Le 1er district couvre l'intégralité des comtés suivants :
- Comté d'Apache
- Comté de Coconino
- Comté de Graham
- Comté de Greenlee
- Comté de Navajo

Il couvre la majeure partie de :
- Comté de Pinal

De petites partie des comtés suivants sont également couvertes :
- Comté de Gila
- Comté de Maricopa
- Comté de Mohave
- Comté de Pima
- Comté de Yavapai

### Zones couvertes de 2023 à 2031
| #  | Comté    | Siège   | Population |
| -- | -------- | ------- | ---------- |
| 13 | Maricopa | Phoenix | 4 585 871  |

### Villes de 10 000 personnes ou plus
- Phoenix - 1 624 569
- Mesa - 509 475
- Scottsdale - 241 631
- Fountain Hills - 23 820
- Paradise Valley - 12 658

### Villes de 2500 à 10 000 personnes
- Cave Creek - 4892
- Carefree - 3690

## Compétitivité
Ce grand district congressionnel couvre les zones principalement rurales du nord et de l'est de l'Arizona. Les Démocrates réussissent bien à Flagstaff, Sedona et dans la Nation Navajo parmi les Amérindiens, tandis que les Républicains sont les plus forts dans les zones blanches plus rurales. Les élections sont généralement décidées par les « Pinto Democrats » conservateurs dans toutes les zones rurales. En raison de sa grande taille, il est extrêmement difficile de faire campagne et a peu d'influences unificatrices.
George W. Bush a obtenu 54 % des voix dans ce district en 2004. John McCain a également remporté le district en 2008 avec 54% des voix tandis que Barack Obama a obtenu 44 %. Lors de l'élection présidentielle de 2012, Mitt Romney (R) l'a emporté avec 50 % des voix, Obama obtenant 48 %. En raison de la concurrence intense, il est généralement considéré comme un « swing district ». Le redécoupage a augmenté le nombre d'électeurs historiquement Démocrates.
Lors du Super Tuesday du 5 février 2008, la primaire du Parti démocrate de l'Arizona, le district a été remporté par Hillary Clinton avec 49 % des voix, tandis que Barack Obama a obtenu 42 % et John Edwards 5 %. Lors de la primaire du Parti républicain de l'Arizona, le 1er district a été remporté par McCain avec 46 % tandis que Mitt Romney a reçu 35 % et Mike Huckabee a recueilli 12 % des voix dans le district.
Tom O'Halleran (D) a remporté le siège en 2016. Le district était considéré comme très compétitif pour les deux partis lors des primaires et des élections générales de 2016.

## Historique des votes
| Année | Poste             | Résultats                |
| ----- | ----------------- | ------------------------ |
| 1996  | Président         | Dole 46 % – 45 % - 7 %   |
| 2000  | Président         | Bush 51 % – 44 %         |
| 2004  | Président         | Bush 54 % – 46 %         |
| 2008  | Président         | McCain 54 % – 44 %       |
| 2012  | Président         | Romney 50 % – 48 %       |
| 2016  | Président         | Trump 48 % – 47 %        |
| 2016  | Sénat             | McCain 48,4 % - 45,3 %   |
| 2018  | Gouverneur        | Ducey 54,3 % - 43,1 %    |
| 2018  | Procureur Général | Brnovich 51,7 % - 48,3 % |
| 2018  | Sénat             | Sinema 50,6 % - 46,4 %   |
| 2020  | Président         | Biden 50 % – 48 %        |
| 2020  | Sénat (Spéciale)  | Kelly 52,1 %- 47,9 %     |
| 2022  | Gouverneur        | Hobbs 52,1 %- 47,9 %     |
| 2022  | Procureur Général | Mayes 49,94 % - 49,93 %  |
| 2022  | Sénat             | Kelly 52,5 %- 45,9 %     |

## Liste des représentants du district
L'Arizona a obtenu un deuxième siège au Congrès après le recensement de 1940. Il a utilisé un ticket unique pour élire ses Représentants jusqu'aux élections de 1948, lorsque les candidats se sont présentés séparément.
| Membre                  | Parti       | Années                          | Congrès     | Histoire électorale                                                                                             | Zone géographique, |
| ----------------------- | ----------- | ------------------------------- | ----------- | --- | --- |
| John R. Murdock (en)    | Démocrate   | 3 janvier 1949 - 3 janvier 1953 | 81e , 82e   | Redécoupage depuis le district at-large et réélu en 1948. Réélu en 1950. Perds sa réélection.                   | 1949–1967: Comté de Maricopa et aire métropolitaine de Phoenix                                                                       |
| John J. Rhodes Jr. (en) | Républicain | 3 janvier 1953 - 3 janvier 1983 | 83e - 97e   | Élu en 1952. Réélu en 1954. Réélu en 1956. Réélu en 1958. Réélu en 1960. Réélu en 1962. Réélu en 1964. Retrait. | 1949–1967: Comté de Maricopa et aire métropolitaine de Phoenix                                                                       |
| John J. Rhodes Jr. (en) | Républicain | 3 janvier 1953 - 3 janvier 1983 | 83e - 97e   | Élu en 1952. Réélu en 1954. Réélu en 1956. Réélu en 1958. Réélu en 1960. Réélu en 1962. Réélu en 1964. Retrait. | 1967–1983 : Partie du comté de Maricopa et aire métropolitaine de Phoenix                                                            |
| John McCain             | Républicain | 3 janvier 1983 - 3 janvier 1987 | 98e , 99e   | Élu en 1982. Réélu en 1984. Retrait pour se présenter comme Sénateur des États-Unis.                            | 1983–2003 : Partie du comté de Maricopa, et parties de l'aire métropolitaine de Phoenix (East Valley)                                |
| John J. Rhodes III      | Républicain | 3 janvier 1987 - 3 janvier 1993 | 100e - 102e | Élu en 1986. Réélu en 1988. Réélu en 1990. Perds sa réélection.                                                 | 1983–2003 : Partie du comté de Maricopa, et parties de l'aire métropolitaine de Phoenix (East Valley)                                |
| Sam Coppersmith         | Démocrate   | 3 janvier 1993 - 3 janvier 1995 | 103e        | Élu en 1992. Retrait pour se présenter comme Sénateur des États-Unis.                                           | 1983–2003 : Partie du comté de Maricopa, et parties de l'aire métropolitaine de Phoenix (East Valley)                                |
| Matt Salmon             | Républicain | 3 janvier 1995 - 3 janvier 2001 | 104e - 106e | Élu en 1994. Réélu en 1996. Réélu en 1998. Retrait pour se présenter comme Gouverneur d'Arizona.                | 1983–2003 : Partie du comté de Maricopa, et parties de l'aire métropolitaine de Phoenix (East Valley)                                |
| Jeff Flake              | Républicain | 3 janvier 2001 - 3 janvier 2003 | 107e        | Élu en 2000. Redécoupage vers le 6e district.                                                                   | 1983–2003 : Partie du comté de Maricopa, et parties de l'aire métropolitaine de Phoenix (East Valley)                                |
| Rick Renzi (en)         | Républicain | 3 janvier 2003 - 3 janvier 2009 | 108e - 110e | Élu en 2002. Réélu en 2004. Réélu en 2006. Retrait.                                                             | 2003–2013: Nort et Est Arizona : comtés d'Apache, Gila, Graham, Greenlee, Yavapai, et partie des comtés de Coconino, Navajo et Pinal |
| Ann Kirkpatrick         | Démocrate   | 3 janvier 2009 - 3 janvier 2011 | 111e        | Élue en 2008. Perds sa réélection                                                                               | 2003–2013: Nort et Est Arizona : comtés d'Apache, Gila, Graham, Greenlee, Yavapai, et partie des comtés de Coconino, Navajo et Pinal |
| Paul Gosar              | Républicain | 3 janvier 2011 - 3 janvier 2013 | 112e        | Élu en 2010. Redécoupage vers le 4e district.                                                                   | 2003–2013: Nort et Est Arizona : comtés d'Apache, Gila, Graham, Greenlee, Yavapai, et partie des comtés de Coconino, Navajo et Pinal |
| Ann Kirkpatrick         | Démocrate   | 3 janvier 2013 - 3 janvier 2017 | 113e , 114e | Élue en 2012. Réélu en 2014. Retrait pour se présenter comme Sénatrice des États-Unis.                          | 2013–2023 : Comté d'Apache, parties des comtés de Coconino, Gila, Graham, Greenlee, Maricopa, Navajo, Pima et Pinal                  |
| Tom O'Halleran          | Démocrate   | 3 janvier 2017 - 3 janvier 2023 | 115e - 117e | Élu en 2016. Réélu en 2018 Réélu en 2020. Redécoupage vers le 2e district.                                      | 2013–2023 : Comté d'Apache, parties des comtés de Coconino, Gila, Graham, Greenlee, Maricopa, Navajo, Pima et Pinal                  |
| David Schweikert        | Républicain | 3 janvier 2023 - en cours       | 118e - 119e | Redécoupage depuis le 6e district. Réélu en 2022. Réelu en 2024.                                                | 2023–en cours : Banlieue nord-est de Phoenix, comprenant Scottsdale, Paradise Valley, Cave Creek et Fountain Hills                   |

## Résultats des récentes élections
Voici les résultats des dix précédents cycles électoraux dans le district.

### 2004
| Élection de 2004 du 1er district congressionnel d'Arizona | Élection de 2004 du 1er district congressionnel d'Arizona | Élection de 2004 du 1er district congressionnel d'Arizona | Élection de 2004 du 1er district congressionnel d'Arizona | Élection de 2004 du 1er district congressionnel d'Arizona |
| --------------------------------------------------------- | --------------------------------------------------------- | --------------------------------------------------------- | --------------------------------------------------------- | --------------------------------------------------------- |
| Parti                                                     | Parti                                                     | Candidat                                                  | Votes                                                     | %                                                         |
|                                                           | Républicain                                               | Rick Renzi (sortant)                                      | 148 315                                                   | 58,5                                                      |
|                                                           | Démocrate                                                 | Paul Babbitt                                              | 91 776                                                    | 36,2                                                      |
|                                                           | Libertarien                                               | John Crockett                                             | 13 260                                                    | 5,2                                                       |
| Majorité                                                  | Majorité                                                  | Majorité                                                  | 56 539                                                    | 22,3                                                      |
| Total des votes                                           | Total des votes                                           | Total des votes                                           | 253 351                                                   | 100%                                                      |
|                                                           | Les Républicains conservent                               |                                                           |                                                           |                                                           |

### 2006
| Élection de 2006 du 1er district congressionnel d'Arizona | Élection de 2006 du 1er district congressionnel d'Arizona | Élection de 2006 du 1er district congressionnel d'Arizona | Élection de 2006 du 1er district congressionnel d'Arizona | Élection de 2006 du 1er district congressionnel d'Arizona |
| --------------------------------------------------------- | --------------------------------------------------------- | --------------------------------------------------------- | --------------------------------------------------------- | --------------------------------------------------------- |
| Parti                                                     | Parti                                                     | Candidat                                                  | Votes                                                     | %                                                         |
|                                                           | Républicain                                               | Rick Renzi (sortant)                                      | 105 646                                                   | 53,2                                                      |
|                                                           | Démocrate                                                 | Ellen Simon                                               | 88 691                                                    | 44,7                                                      |
|                                                           | Libertarien                                               | David Schlosser                                           | 4205                                                      | 2,1                                                       |
| Majorité                                                  | Majorité                                                  | Majorité                                                  | 16 955                                                    | 8,5                                                       |
| Total des votes                                           | Total des votes                                           | Total des votes                                           | 198 542                                                   | 100%                                                      |
|                                                           | Les Républicains conservent                               |                                                           |                                                           |                                                           |

### 2008
| Élection de 2008 du 1er district congressionnel d'Arizona | Élection de 2008 du 1er district congressionnel d'Arizona | Élection de 2008 du 1er district congressionnel d'Arizona | Élection de 2008 du 1er district congressionnel d'Arizona | Élection de 2008 du 1er district congressionnel d'Arizona |
| --------------------------------------------------------- | --------------------------------------------------------- | --------------------------------------------------------- | --------------------------------------------------------- | --------------------------------------------------------- |
| Parti                                                     | Parti                                                     | Candidat                                                  | Votes                                                     | %                                                         |
|                                                           | Démocrate                                                 | Ann Kirkpatrick                                           | 155 791                                                   | 57,5                                                      |
|                                                           | Républicain                                               | Sydney Ann Hay                                            | 109 924                                                   | 40,5                                                      |
|                                                           | Indépendant                                               | Brent Maupin                                              | 4124                                                      | 1,5                                                       |
|                                                           | Libertarien                                               | Thane Eichenauer                                          | 1316                                                      | 0,5                                                       |
| Majorité                                                  | Majorité                                                  | Majorité                                                  | 45 867                                                    | 16,9                                                      |
| Total des votes                                           | Total des votes                                           | Total des votes                                           | 271 155                                                   | 100%                                                      |
|                                                           | Les Démocrates prennent aux Républicains                  |                                                           |                                                           |                                                           |

### 2010
| Élection de 2010 du 1er district congressionnel d'Arizona | Élection de 2010 du 1er district congressionnel d'Arizona | Élection de 2010 du 1er district congressionnel d'Arizona | Élection de 2010 du 1er district congressionnel d'Arizona | Élection de 2010 du 1er district congressionnel d'Arizona |
| --------------------------------------------------------- | --------------------------------------------------------- | --------------------------------------------------------- | --------------------------------------------------------- | --------------------------------------------------------- |
| Parti                                                     | Parti                                                     | Candidat                                                  | Votes                                                     | %                                                         |
|                                                           | Républicain                                               | Paul Gosar                                                | 109 924                                                   | 40,5                                                      |
|                                                           | Démocrate                                                 | Ann Kirkpatrick (sortante)                                | 155 791                                                   | 57,5                                                      |
|                                                           | Libertarien                                               | Nicole Patti                                              | 1316                                                      | 0,5                                                       |
| Majorité                                                  | Majorité                                                  | Majorité                                                  | 45 867                                                    | 16,9                                                      |
| Total des votes                                           | Total des votes                                           | Total des votes                                           | 271 155                                                   | 100%                                                      |
|                                                           | Les Républicains prennent aux Démocrates                  |                                                           |                                                           |                                                           |

### 2012
| Élection de 2012 du 1er district congressionnel d'Arizona | Élection de 2012 du 1er district congressionnel d'Arizona | Élection de 2012 du 1er district congressionnel d'Arizona | Élection de 2012 du 1er district congressionnel d'Arizona | Élection de 2012 du 1er district congressionnel d'Arizona |
| --------------------------------------------------------- | --------------------------------------------------------- | --------------------------------------------------------- | --------------------------------------------------------- | --------------------------------------------------------- |
| Parti                                                     | Parti                                                     | Candidat                                                  | Votes                                                     | %                                                         |
|                                                           | Démocrate                                                 | Ann Kirkpatrick                                           | 122 774                                                   | 48,8                                                      |
|                                                           | Républicain                                               | Jonathan Paton                                            | 113 594                                                   | 45,2                                                      |
|                                                           | Libertarien                                               | Kim Allen                                                 | 15 227                                                    | 6,0                                                       |
| Majorité                                                  | Majorité                                                  | Majorité                                                  | 9180                                                      | 3,7                                                       |
| Total des votes                                           | Total des votes                                           | Total des votes                                           | 251 595                                                   | 100%                                                      |
|                                                           | Les Démocrates prennent aux Républicains                  |                                                           |                                                           |                                                           |

### 2014
| Élection de 2014 du 1er district congressionnel d'Arizona | Élection de 2014 du 1er district congressionnel d'Arizona | Élection de 2014 du 1er district congressionnel d'Arizona | Élection de 2014 du 1er district congressionnel d'Arizona | Élection de 2014 du 1er district congressionnel d'Arizona |
| --------------------------------------------------------- | --------------------------------------------------------- | --------------------------------------------------------- | --------------------------------------------------------- | --------------------------------------------------------- |
| Parti                                                     | Parti                                                     | Candidat                                                  | Votes                                                     | %                                                         |
|                                                           | Démocrate                                                 | Ann Kirkpatrick (sortante)                                | 97 391                                                    | 48,8                                                      |
|                                                           | Républicain                                               | Andy Tobin                                                | 87 723                                                    | 47,4                                                      |
| Majorité                                                  | Majorité                                                  | Majorité                                                  | 9568                                                      | 5,2                                                       |
| Total des votes                                           | Total des votes                                           | Total des votes                                           | 185 114                                                   | 100%                                                      |
|                                                           | Les Démocrates conservent                                 |                                                           |                                                           |                                                           |

### 2016
| Élection de 2016 du 1er district congressionnel d'Arizona | Élection de 2016 du 1er district congressionnel d'Arizona | Élection de 2016 du 1er district congressionnel d'Arizona | Élection de 2016 du 1er district congressionnel d'Arizona | Élection de 2016 du 1er district congressionnel d'Arizona |
| --------------------------------------------------------- | --------------------------------------------------------- | --------------------------------------------------------- | --------------------------------------------------------- | --------------------------------------------------------- |
| Parti                                                     | Parti                                                     | Candidat                                                  | Votes                                                     | %                                                         |
|                                                           | Démocrate                                                 | Tom O'Halleran                                            | 142 219                                                   | 50,7                                                      |
|                                                           | Républicain                                               | Paul Babeu (en)                                           | 121 745                                                   | 43,3                                                      |
|                                                           | Vert                                                      | Ray Parrish                                               | 16 746                                                    | 6,0                                                       |
| Majorité                                                  | Majorité                                                  | Majorité                                                  | 20 474                                                    | 7,4                                                       |
| Total des votes                                           | Total des votes                                           | Total des votes                                           | 280 710                                                   | 100%                                                      |
|                                                           | Les Démocrates conservent                                 |                                                           |                                                           |                                                           |

### 2018
| Élection de 2018 du 1er district congressionnel d'Arizona | Élection de 2018 du 1er district congressionnel d'Arizona | Élection de 2018 du 1er district congressionnel d'Arizona | Élection de 2018 du 1er district congressionnel d'Arizona | Élection de 2018 du 1er district congressionnel d'Arizona |
| --------------------------------------------------------- | --------------------------------------------------------- | --------------------------------------------------------- | --------------------------------------------------------- | --------------------------------------------------------- |
| Parti                                                     | Parti                                                     | Candidat                                                  | Votes                                                     | %                                                         |
|                                                           | Démocrate                                                 | Tom O'Halleran (sortant)                                  | 143 240                                                   | 53,8                                                      |
|                                                           | Républicain                                               | Wendy Rogers                                              | 122 784                                                   | 46,2                                                      |
| Majorité                                                  | Majorité                                                  | Majorité                                                  | 20 456                                                    | 7,6                                                       |
| Total des votes                                           | Total des votes                                           | Total des votes                                           | 266 024                                                   | 100%                                                      |
|                                                           | Les Démocrates conservent                                 |                                                           |                                                           |                                                           |

### 2020
| Élection de 2020 du 1er district congressionnel d'Arizona | Élection de 2020 du 1er district congressionnel d'Arizona | Élection de 2020 du 1er district congressionnel d'Arizona | Élection de 2020 du 1er district congressionnel d'Arizona | Élection de 2020 du 1er district congressionnel d'Arizona |
| --------------------------------------------------------- | --------------------------------------------------------- | --------------------------------------------------------- | --------------------------------------------------------- | --------------------------------------------------------- |
| Parti                                                     | Parti                                                     | Candidat                                                  | Votes                                                     | %                                                         |
|                                                           | Démocrate                                                 | Tom O'Halleran (sortant)                                  | 188 469                                                   | 51,6                                                      |
|                                                           | Républicain                                               | Tiffany Shedd                                             | 176 709                                                   | 48,4                                                      |
| Total des votes                                           | Total des votes                                           | Total des votes                                           | 365 178                                                   | 100%                                                      |
|                                                           | Les Démocrates conservent                                 |                                                           |                                                           |                                                           |

### 2022
| Primaire républicaine de 2022 du 1er district congressionnel de l'Arizona | Primaire républicaine de 2022 du 1er district congressionnel de l'Arizona | Primaire républicaine de 2022 du 1er district congressionnel de l'Arizona | Primaire républicaine de 2022 du 1er district congressionnel de l'Arizona | Primaire républicaine de 2022 du 1er district congressionnel de l'Arizona |
| ------------------------------------------------------------------------- | ------------------------------------------------------------------------- | ------------------------------------------------------------------------- | ------------------------------------------------------------------------- | ------------------------------------------------------------------------- |
| Parti                                                                     | Parti                                                                     | Candidat                                                                  | Votes                                                                     | %                                                                         |
|                                                                           | Républicain                                                               | David Schweikert (sortant)                                                | 52 067                                                                    | 43,6                                                                      |
|                                                                           | Républicain                                                               | Elijah Norton                                                             | 39 435                                                                    | 33,0                                                                      |
|                                                                           | Républicain                                                               | Josh Barnett                                                              | 27 999                                                                    | 23,4                                                                      |

| Primaire démocrate de 2022 du 1er district congressionnel de l'Arizona | Primaire démocrate de 2022 du 1er district congressionnel de l'Arizona | Primaire démocrate de 2022 du 1er district congressionnel de l'Arizona | Primaire démocrate de 2022 du 1er district congressionnel de l'Arizona | Primaire démocrate de 2022 du 1er district congressionnel de l'Arizona |
| ---------------------------------------------------------------------- | ---------------------------------------------------------------------- | ---------------------------------------------------------------------- | ---------------------------------------------------------------------- | ---------------------------------------------------------------------- |
| Parti                                                                  | Parti                                                                  | Candidat                                                               | Votes                                                                  | %                                                                      |
|                                                                        | Démocrate                                                              | Jevin Hodge                                                            | 46 144                                                                 | 62,0                                                                   |
|                                                                        | Démocrate                                                              | Adam Metzendorf                                                        | 28 267                                                                 | 38,0                                                                   |
|                                                                        | Démocrate                                                              | Delina DiSanto (write-in)                                              | 175                                                                    | 0,2                                                                    |

| Élection de 2022 du 1er district congressionnel d'Arizona | Élection de 2022 du 1er district congressionnel d'Arizona | Élection de 2022 du 1er district congressionnel d'Arizona | Élection de 2022 du 1er district congressionnel d'Arizona | Élection de 2022 du 1er district congressionnel d'Arizona |
| --------------------------------------------------------- | --------------------------------------------------------- | --------------------------------------------------------- | --------------------------------------------------------- | --------------------------------------------------------- |
| Parti                                                     | Parti                                                     | Candidat                                                  | Votes                                                     | %                                                         |
|                                                           | Républicain                                               | David Schweikert (sortant)                                | 182 336                                                   | 50,44                                                     |
|                                                           | Démocrate                                                 | Jevin Hodge                                               | 179 141                                                   | 49,6                                                      |
| Total des votes                                           | Total des votes                                           | Total des votes                                           | 361 477                                                   | 100%                                                      |
|                                                           | Les Républicains prennent aux Démocrates                  |                                                           |                                                           |                                                           |

### 2024
| Primaire républicaine de 2024 du 1er district congressionnel de l'Arizona | Primaire républicaine de 2024 du 1er district congressionnel de l'Arizona | Primaire républicaine de 2024 du 1er district congressionnel de l'Arizona | Primaire républicaine de 2024 du 1er district congressionnel de l'Arizona | Primaire républicaine de 2024 du 1er district congressionnel de l'Arizona |
| ------------------------------------------------------------------------- | ------------------------------------------------------------------------- | ------------------------------------------------------------------------- | ------------------------------------------------------------------------- | ------------------------------------------------------------------------- |
| Parti                                                                     | Parti                                                                     | Candidat                                                                  | Votes                                                                     | %                                                                         |
|                                                                           | Républicain                                                               | David Schweikert (sortant)                                                | 62 811                                                                    | 62,7                                                                      |
|                                                                           | Républicain                                                               | Kimberly George                                                           | 27 587                                                                    | 27,5                                                                      |
|                                                                           | Républicain                                                               | Robert Backie                                                             | 9854                                                                      | 9,8                                                                       |

| Primaire démocrate de 2024 du 1er district congressionnel de l'Arizona | Primaire démocrate de 2024 du 1er district congressionnel de l'Arizona | Primaire démocrate de 2024 du 1er district congressionnel de l'Arizona | Primaire démocrate de 2024 du 1er district congressionnel de l'Arizona | Primaire démocrate de 2024 du 1er district congressionnel de l'Arizona |
| ---------------------------------------------------------------------- | ---------------------------------------------------------------------- | ---------------------------------------------------------------------- | ---------------------------------------------------------------------- | ---------------------------------------------------------------------- |
| Parti                                                                  | Parti                                                                  | Candidat                                                               | Votes                                                                  | %                                                                      |
|                                                                        | Démocrate                                                              | Amish Shah                                                             | 17 214                                                                 | 23,5                                                                   |
|                                                                        | Démocrate                                                              | Andrei Cherny                                                          | 15 596                                                                 | 21,3                                                                   |
|                                                                        | Démocrate                                                              | Marlene Galan-Woods                                                    | 15 490                                                                 | 21,2                                                                   |
|                                                                        | Démocrate                                                              | Conor O'Callaghan                                                      | 13 539                                                                 | 18,5                                                                   |
|                                                                        | Démocrate                                                              | Andrew Horne                                                           | 8991                                                                   | 12,3                                                                   |
|                                                                        | Démocrate                                                              | Kurt Kroemer                                                           | 2356                                                                   | 3,2                                                                    |

| Élection de 2024 du 1er district congressionnel de l'Arizona | Élection de 2024 du 1er district congressionnel de l'Arizona | Élection de 2024 du 1er district congressionnel de l'Arizona | Élection de 2024 du 1er district congressionnel de l'Arizona | Élection de 2024 du 1er district congressionnel de l'Arizona |
| ------------------------------------------------------------ | ------------------------------------------------------------ | ------------------------------------------------------------ | ------------------------------------------------------------ | ------------------------------------------------------------ |
| Parti                                                        | Parti                                                        | Candidat                                                     | Votes                                                        | %                                                            |
|                                                              | Républicain                                                  | David Schweikert (sortant)                                   | 225 538                                                      | 51,9                                                         |
|                                                              | Démocrate                                                    | Amish Shah                                                   | 208 966                                                      | 48,1                                                         |
| Total des votes                                              | Total des votes                                              | Total des votes                                              | 434 504                                                      | 100 %                                                        |
|                                                              | Les Républicains conservent                                  |                                                              |                                                              |                                                              |